# 電子移動反応
電子移動反応（でんしいどうはんのう）とは、狭義には一電子の移動が起こる反応であり、素反応の一つ。広義には、狭義の電子移動反応を鍵反応とするもの全てを指すことが多い。一般に、電子を与えるものを電子供与体（電子ドナー）と呼び、電子を受け取るものを電子受容体（電子アクセプター）と呼称する。酸化還元反応は、必然的に素反応として電子移動反応を含む。電子移動反応速度については基本的にマーカス・ハッシュ理論で説明され、ルドルフ・マーカスはこの業績により1992年度ノーベル化学賞を受賞している。
電子移動反応のうち、基底状態から進行する電子移動反応を熱電子移動、光励起状態から進行する電子移動反応を光電子移動という。